# Episodi di Bull (prima stagione)
La prima stagione della serie televisiva Bull, composta da 23 episodi, è stata trasmessa negli Stati Uniti d'America sul canale CBS dal 20 settembre 2016 al 23 maggio 2017.
In Italia il primo episodio è stato trasmesso su Rai 2 il 13 novembre 2016; i restanti sono andati in onda dal 12 febbraio al 26 novembre 2017 (breve pausa dal 9 aprile al 21 maggio). Il 26 marzo e l'8 ottobre 2017 sono stati trasmessi eccezionalmente due episodi.
| nº | Titolo originale      | Titolo italiano              | Prima TV USA      | Prima TV Italia   |
| -- | --------------------- | ---------------------------- | ----------------- | ----------------- |
| 1  | The Necklace          | La collana                   | 20 settembre 2016 | 13 novembre 2016  |
| 2  | The Woman In 8D       | Volo 13-72                   | 27 settembre 2016 | 12 febbraio 2017  |
| 3  | Unambiguous           | Inequivocabile               | 11 ottobre 2016   | 19 febbraio 2017  |
| 4  | Callisto              | Callisto                     | 18 ottobre 2016   | 26 febbraio 2017  |
| 5  | Just Tell the Thruth  | Vero o falso?                | 25 ottobre 2016   | 5 marzo 2017      |
| 6  | Bedside Manner        | Rapporto medico-paziente     | 15 novembre 2016  | 12 marzo 2017     |
| 7  | Never Saw the Sign    | Il cartello mai visto        | 22 novembre 2016  | 19 marzo 2017     |
| 8  | Too Perfect           | Troppo perfetta              | 6 dicembre 2016   | 26 marzo 2017     |
| 9  | Light My Fire         | Al fuoco, al fuoco!          | 13 dicembre 2016  | 26 marzo 2017     |
| 10 | E.J.                  | Auto assassina               | 3 gennaio 2017    | 2 aprile 2017     |
| 11 | Teachers' Pet         | Amore proibito               | 17 gennaio 2017   | 9 aprile 2017     |
| 12 | Stockholm Syndrome    | La sindrome di Stoccolma     | 24 gennaio 2017   | 21 maggio 2017    |
| 13 | The Fall              | La caduta                    | 7 febbraio 2017   | 28 maggio 2017    |
| 14 | It's Classified       | Top Secret                   | 14 febbraio 2017  | 17 settembre 2017 |
| 15 | What's Your Number?   | Il crollo                    | 21 febbraio 2017  | 24 settembre 2017 |
| 16 | Free Fall             | Caduta libera                | 7 marzo 2017      | 1º ottobre 2017   |
| 17 | Name Game             | Un nome, una garanzia        | 28 marzo 2017     | 8 ottobre 2017    |
| 18 | Dressed to Kill       | Vestito per uccidere         | 4 aprile 2017     | 8 ottobre 2017    |
| 19 | Bring it On           | La cheerleader               | 18 aprile 2017    | 15 ottobre 2017   |
| 20 | Make Me               | Ipnosi                       | 2 maggio 2017     | 22 ottobre 2017   |
| 21 | How to Dodge a Bullet | Come schivare una pallottola | 9 maggio 2017     | 29 ottobre 2017   |
| 22 | Dirty Little Secrets  | Segreti                      | 16 maggio 2017    | 19 novembre 2017  |
| 23 | Benevolent Deception  | Benevolo inganno             | 23 maggio 2017    | 26 novembre 2017  |

## La collana
- Titolo originale: Necklace
- Diretto da: Rodrigo García
- Scritto da: Paul Attanasio e dr. Phillip C. McGraw

### Trama
Il dottor Jason Bull è uno psicologo esperto consulente nella scelta delle giurie dei processi; è proprietario e fondatore della TAC, un'azienda di consulenze processuali che, tramite indagini psicologiche e algoritmi processati da computer, è in grado per conto dei suoi clienti di scegliere giurati a favore di chi la ingaggia. Viene assunto per aiutare a difendere il figlio di un milionario accusato di aver ucciso una ragazza che spacciava nella sua scuola, dopo aver fatto sesso con lei.

## Volo 13-72
- Titolo originale: The Woman in 8D
- Diretto da: Doug Aarniokoski
- Scritto da: Mark Goffman e David Wilcox

### Trama
Un aereo commerciale, a causa del wind shear, precipita e provoca la morte di 62 persone; l'unica sopravvissuta è il pilota dell'aereo, il capitano Taylor Mathison (Trieste Kelly Dunn). Per evitare pubblicità negativa, la compagnia aerea intenta una causa per negligenza contro Mathison. Quando Bull e il suo team scoprono che le giurie avrebbero più probabilmente assolto un pilota maschio, decidono di aiutare Mathison convincendola a licenziare il suo avvocato, che vuole concludere la causa con un patteggiamento, e ad affidare a Benny il caso.

## Inequivocabile
- Titolo originale: Unambiguous
- Diretto da: Jan Eliasberg
- Scritto da: Liz Kruger e Craig Shapiro

### Trama
Bull e la sua squadra difendono Reese (Celeste Arias), accusata dell'omicidio di un giovane e promettente giocatore di basket di un college, dopo che la popolare blogger criminale Ellen Huff (Sarah Steele) ha rivelato che Reese è stata violentata dalla vittima dell'omicidio. Il caso mette Benny contro la sua ex collega e fiamma, Amanda (Tiffany Villarin). La squadra della TAC deve creare un ragionevole dubbio nei giurati e scoprirà durante le indagini uno scandaloso giro di steroidi tra la squadra di basket; verrà ritrovato anche un audio inedito del blog della Huff che rivela che la blogger ha omesso fatti salienti. Le cose si complicano quando la stessa Huff viene trovata morta.

## Callisto
- Titolo originale: Callisto
- Diretto da: Dennis Smith
- Scritto da: Jesse Stern

### Trama
Quando il giovane genio Kerry Ketchum (Barrett Doss) viene accusato di violazione di brevetto per aver sviluppato un farmaco per il trattamento dell'emofilia B, di cui è affetta la sua sorellina, Bull e il suo team devono recarsi nella (immaginaria) città di Callisto, nel Texas occidentale, dove il caso sarà giudicato. Pur avendo una grande probabilità di sconfitta, dato che la città favorisce sempre le loro squadre di procura locali nei casi di brevetto, Bull deve anche affrontare l'ex avversaria Diana Lindsay (Jill Flint), un avvocato che Jason ha affrontato in un'altra causa e contro cui ha perso.

## Vero o falso?
- Titolo originale: Just Tell the Truth
- Diretto da: Peter Werner
- Scritto da: Cole Maliska

### Trama
Lo chef emergente Richard Fleer (Zach Appelman) affronta la sua fidanzata dopo aver ascoltato una conversazione con i suoi genitori che disapprovano il loro matrimonio, e lei se ne va. Successivamente viene trovata morta in un vicolo e un detective (Chance Kelly) riesce in qualche modo ad ottenere una confessione da Richard. A Bull viene offerto il compito di sostenere l'accusa nel caso contro Richard ma, dopo aver ascoltato la confessione di Richard, Bull decide di sostenere la difesa. La sua squadra deve ora lavorare con il difensore pubblico Issac Chambers (Jeremy Shamos) per convincere la giuria che la confessione di Richard è stata estorta, mentre intanto cerca anche il vero assassino. Altrove, Marissa, Cable e Danny cercano di convincere Chunk che dovrebbe indagare sulla persona che incontrerà al suo prossimo appuntamento.

## Rapporto medico-paziente
- Titolo originale: Bedside Manner
- Diretto da: Paul Edwards
- Scritto da: Dan Dietz

### Trama
Il talentuoso chirurgo Dr. Terry Robeson (Tom Lipinski) è accusato di negligenza quando uno dei suoi interventi porta ad un'isterectomia di emergenza su una donna che ha cercato per anni di rimanere incinta. Bull e il suo team devono mettere da parte l'arroganza del medico per convincere la giuria che il medico non aveva altra scelta durante la disastrosa procedura.

## Il cartello mai visto
- Titolo originale: Never Saw tre Sign
- Diretto da: Peter Leto
- Scritto da: Mark Goffman e Elizabeth Peterson

### Trama
Bull, mentre aiuta un nuovo cliente ad affrontare le accuse di omicidio colposo, scopre una cospirazione che coinvolge un membro corrotto dell'assemblea (John Ventimiglia). Inoltre, Danny e Cable indagano sul motivo per cui Marissa si comporta e si veste in modo diverso.

## Troppo perfetta
- Titolo originale: Too Perfect
- Diretto da: Dan Lerner
- Scritto da: Blake Taylor

### Trama
Bull deve aiutare la sua ex moglie Isabella Colón (Yara Martinez), che è anche la sorella di Benny, quando un uomo intenta una causa per omicidio colposo contro la sua azienda dopo che sua moglie è morta a causa di una reazione allergica a uno dei suoi prodotti. Bull non solo deve dimostrare alla giuria che la sua ex moglie non è perfetta come sembra, ma anche che la morte non è stata direttamente dovuta al prodotto.

## Al fuoco, al fuoco!
- Titolo originale: Light My Fire
- Diretto da: Dennis Smith
- Scritto da: David Wilcox

### Trama
Quando un incendio doloso nella città natale di Bull nel New Hampshire provoca la morte di un uomo, Bull finisce per decidere di difendere il principale sospettato dell'incendio. Il sospetto, come lo stesso Bull, proviene da una famiglia con una cattiva reputazione in città. Il team della TAC raggiunge Bull per aiutarlo. Benny dovrà dimostrare il pericolo dei pettegolezzi e che le nomee della famiglia non determinano il comportamento delle persone.

## Auto assassina
- Titolo originale: E.J.
- Diretto da: Brad Turner
- Scritto da: Sam McConnell

### Trama
Ginny Bretton (Justine Lupe), la giovane CEO di un'azienda che stava testando un software per auto senza conducente viene citata in giudizio dalla vedova di un dipendente rimasto ucciso in un incidente con un prototipo. Bull viene assunto per difenderla e dimostrare a una giuria tecnofobica che l'auto non è un'assassina, ma non riesce a scrollarsi di dosso la sensazione che gli venga raccontata solo una parte della storia a causa del comportamento sospetto di Ginny.

## Amore proibito
- Titolo originale: Teachers' Pet
- Diretto da: Holly Dale
- Scritto da: Chris Erric Maddox e Indira Gibson Wilson

### Trama
Bull e il suo team hanno a che fare con uno studente minorenne che ha una relazione romantica con una sua insegnante e, a causa di ciò, ha reciso ogni contatto con la sua famiglia per stare con lei. Mentre cercano di dimostrare che la relazione è diventata di natura sessuale quando il ragazzo era ancora minorenne, Bull e il team scoprono che l'insegnante è incinta, e apprendono che il marito separato della donna - non lo studente - è il padre del suo bambino non ancora nato.

## La sindrome di Stoccolma
- Titolo originale: Stockholm Syndrome
- Diretto da: Jet Wilkinson
- Scritto da: dr. Phillip C. McGraw

### Trama
A seguito di un'esplosione al quartier generale della TAC, Bull, la squadra e i giurati-specchio si ritrovano tenuti in ostaggio da una donna che vuole l'aiuto della TAC per far uscire suo marito dalla prigione. Il caso diventa più difficile quando la donna rivela che Danny era l'agente sotto copertura dell'FBI che ha testimoniato contro l'uomo.

## La caduta
- Titolo originale: The Fall
- Diretto da: Doug Aarniokoski
- Scritto da: David Hoselton e Thomas Wong

### Trama
Bull aiuta il campione di videogiochi di Titanfall caduto in disgrazia Jace (Omar Maskati) a presentare una causa contro il suo ex datore di lavoro, dopo che quest'ultimo ha pubblicamente accusato Jace di aver perso intenzionalmente una partita di campionato, licenziandolo. In coppia con un avvocato che non ha tempo per Bull, il team deve cercare di trovare un espediente per aiutare il proprio cliente a salvare il suo futuro. Ma Bull si rende conto che il suo futuro nei videogiochi potrebbe essere già finito.

## Top Secret
- Titolo originale: It's Classified
- Diretto da: Dennis Smith
- Scritto da: Chamblee Smith

### Trama
Bull va in difesa di un ufficiale dell'intelligence militare che ha fatto trapelare documenti riservati per fermare un colonnello che ha provocato una strage in un ospedale pieno di civili, lasciando la TAC offline e fuori dal loro elemento. Tuttavia, Benny scopre che deve tacere riguardo a informazioni riservate che potrebbero salvare il cliente, ma le sue azioni lo portano in una situazione difficile.

## Il crollo
- Titolo originale: What's Your Number?
- Diretto da: Edward Ornelas
- Scritto da: Cole Maliska

### Trama
Dopo il crollo di un ponte sopraelevato in cui rimangono uccise quindici persone, Bull aiuta a perseguire un magnate immobiliare di New York (e proprietario dell'immobile in cui ha sede la TAC), solo per scoprire che è un sociopatico che farà di tutto per vincere, che si tratti di assumere uno degli avversari spietati sulla piazza, di corrompere i giurati specchio, o di far chiudere i battenti alla TAC. Nel frattempo, Benny scopre di essere indagato dall'ufficio del procuratore distrettuale.

## Caduta libera
- Titolo originale: Free fall
- Diretto da: Jan Eliasberg
- Scritto da: John A. Norris

### Trama
Il governatore del Connecticut muore in un incidente in cui stava praticando il paracadutismo e anche il proprietario della compagnia rimane ucciso nel tentativo di salvare il governatore. Bull offre i suoi servizi alla compagnia di paracadutismo, ora gestita dalla figlia del proprietario, dopo che sono stati citati in giudizio dalla vedova del governatore. Nel frattempo, Bull viene sfidato dall'avvocato della vedova, partner occasionale del processo Liberty Davis, mentre Danny indaga su un possibile sabotaggio.

## Un nome, una garanzia
- Titolo originale: Name Game
- Diretto da: Laura Belsey
- Scritto da: Pamela Wechsler

### Trama
Bull finanzia una causa legale collettiva che contrappone migliaia di vittime a una banca che gestiva una divisione corrotta di investimenti pump-and-dump, il che mette a rischio la sua attività. All'insaputa di Bull, Benny è perseguitato da un fatto del suo passato, che lo mette fuori gioco e minaccia il successo della causa.

## Vestito per uccidere
- Titolo originale: Dressed to Kill
- Diretto da: Larry Teng
- Scritto da: Ashley Gable

### Trama
Il legame tra Chunk e Bull viene messo alla prova quando la TAC assume come cliente il principale sospettato della morte del mentore nel campo della moda di Chunk, ucciso durante la sua sfilata. Nel frattempo, Bull riaccende una storia d'amore con uno dei suoi avversari più duri.

## La cheerleader
- Titolo originale: Bring It On
- Diretto da: Doug Aarniokoski
- Scritto da: Simran Baidwan

### Trama
Quando il capitano di una squadra di cheerleader professioniste di basket viene uccisa, il suo fidanzato, il popolare avvocato difensore Jules Caffrey (Isaiah Washington) viene accusato della sua morte. La squadra di Bull viene coinvolta nel caso e Bull suggerisce che Caffrey sia il proprio avvocato difensore, ma la propensione di Caffrey per la teatralità in aula lo mette presto in disaccordo con Bull. Nel frattempo, Cable si insospettisce del suo nuovo fidanzato.
- Guest star: Isaiah Washington

## Ipnosi
- Titolo originale: Make Me
- Diretto da: Tricia Brock
- Scritto da: Mary Leah Sutton

### Trama
Bull accetta il caso di uno studente universitario che ha ucciso il proprio padre, ma non riesce a ricordarlo. Bull intende dimostrare una temporanea pazzia dovuta all'ipnosi, mentre Chunk si ritrova sotto copertura nella setta a cui lo studente si era unito. Ulteriori indagini rivelano che il padre dello studente probabilmente non era l'obiettivo previsto. Nel frattempo, il rapporto di amicizia di Benny con Bull si incrina, mentre Benny continua a essere perseguitato dal falso caso di prigionia del suo passato.

## Come schivare una pallottola
- Titolo originale: How to Dodge a Bullet
- Diretto da: Russell Fine
- Scritto da: John A. Norris

### Trama
Benny viene arrestato per aver violato il Brady Act e non aver denunciato una telefonata ricevuta durante le sue indagini riguardo al procedimento giudiziario sul caso Hayden Watkins. Quando l'ufficio del procuratore distrettuale aggiunge l'accusa di aver messo prove false nell'appartamento di Watkins, Benny presenta una dichiarazione di non colpevolezza. Bull si avvale dell'aiuto di un avvocato locale, J.P. Nunnelly, che per prima riesce a fargli ottenere un patteggiamento. Quando Benny rifiuta l'accordo, Bull e Nunnelly si uniscono per garantire la libertà di Benny. In cambio del suo aiuto, Bull accetta di aiutare Nunnelly in tre casi futuri di sua scelta.
- Guest star: Eliza Dushku (J.P. Nunnelly)

## Segreti
- Titolo originale: Dirty Little Secrets
- Diretto da: Dennis Smith
- Scritto da: David Hoselton

### Trama
Dopo che si sospetta che un'esplosione di un edificio sia un attacco terroristico, l'FBI ordina a una importante società di server di consegnare dei file che potrebbero fornire un vantaggio sugli aggressori. In un caso di "privacy contro sicurezza", J.P. Nunnelly consulta Bull riguardo al caso per aiutare la società a respingere il mandato, sebbene i dipendenti della TAC non siano completamente dalla parte della società. Nel frattempo, Danny è in grado di scoprire un'importante prova a vantaggio senza utilizzare i dati del server.

## Benevolo inganno
- Titolo originale: Benevolent Deception
- Diretto da: Doug Aarniokoski
- Scritto da: Mark Goffman

### Trama
Bull viene convocato a Miami per consultarsi su un altro caso di J.P. Nunnelly in cui sono stati trovati sei chili di eroina sotto il ponte della casa della madre single Cecilia Novak. Bull ha un dilemma morale, sospettando che il fratello della donna, Leo, coinvolto nel traffico di droga, abbia messo la droga sotto casa sua. Leo, un cliente dell'azienda di Nunnelly che sta pagando le spese legali di sua sorella, nega categoricamente il coinvolgimento e afferma che le droghe appartengono a un cartello in guerra. Nunnelly rivela che se vince questo caso, può lasciare il suo studio e avviarne uno in proprio. Poco prima dell'inizio della selezione della giuria, la violenza del cartello imperversa nelle strade, costringendo il giudice a ordinare una giuria anonima e rendendo la squadra di Bull praticamente incapace di analizzare con precisione i giurati. Bull alla fine chiede l'aiuto del governo degli Stati Uniti e del giudice che presiede il processo per fare un po' di spettacolo per garantire che la vita di Cecilia sia protetta per aver collaborato con la DEA e che Nunnelly possa lasciare l'azienda senza essere rimproverata per aver fatto incarcerare un cliente.